# Let Love Rule
Let Love Rule ist das Debütalbum von Lenny Kravitz. Es erschien im September 1989 bei Virgin Records.

## Zur Entstehung
Die damalige Ehefrau von Kravitz, Lisa Bonet schrieb den Text von Fear. Bei Rosemary schrieben Bonet und Kravitz den Text gemeinsam. Musikalisch wurde das Album von Künstlern wie John Lennon, Curtis Mayfield, David Bowie oder Prince beeinflusst. Auch Einflüsse von Jimi Hendrix wurden bei Freedom Train bemerkt. Allgemein war der 70er-Rock ein Haupteinfluss.

## Titelliste
Alle Stücke wurden von Lenny Kravitz geschrieben, außer der Text von Fear von Lisa Bonet und der Text von Rosemary von Kravitz und Bonet.
1. Sittin’ on Top of the World – 3:16
2. Let Love Rule – 5:42
3. Freedom Train – 2:50
4. My Precious Love – 5:15
5. I Build This Garden for Us – 6:16
6. Fear – 5:25
7. Does Anybody Out There Even Care – 3:42
8. Mr. Cab Driver – 3:49
9. Rosemary – 5:27
10. Be – 3:16

CD-Bonustitel
11. Blues for Sister Someone – 2:51
12. Empty Hands – 4:42
13. Flower Child – 2:56

### Bonustitel der 20th Anniversary Edition
Alle Stücke wurden von Lenny Kravitz geschrieben, außer wo anders angegeben.
14. Let Love Rule (Basic Rough Mix)
15. Cold Turkey (John Lennon)
16. Light Skin Girl from London
17. Fear (1987 Demo)
18. Mr. Cab Driver (Home Demo)
19. Let Love Rule (Home Demo)
- Titel 16 erschien erstmals auf der Single Always on the Run, wurde aber ursprünglich auf der Tour zu Let Love Rule aufgenommen.[3]

Disc 2 (Let Love Rule Live)
1. Flower Child
2. Blues for Sister Someone
3. Mr. Cab Driver
4. Freedom Train
5. Be
6. My Precious Love
7. Does Anybody Out There Even Care
8. Let Love Rule
9. Rosemary (Text von Kravitz und Bonet)
10. Fear (Text von Bonet)
11. My Flash On You (Arthur Lee)
12. If 6 Was 9 (Jimi Hendrix)

- Titel 1–10 aufgenommen in The Paradise, Boston, Mass. – 28. März 1990
- Titel 11–12 aufgenommen im The Paradiso, Amsterdam – 20. Dezember 1989

## Rezeption
Stephen Thomas Erlewine von Allmusic schrieb, das Album klinge nicht steif oder isoliert, sondern „räumlich und offen“ und bewertete es mit 4,5 von 5. Rezensator.de vergab 7 von 10 Sternen und schrieb: „Retro ist nicht immer gut, vor allem wenn es nur geklont klingt. Der Kravitz-Sound klingt aber interessant und weist auch einen gewissen Grad an Eigenständigkeit auf. Somit macht diese Zeitreise auch Spaß.“

## Kommerzieller Erfolg

### Chartplatzierungen
Das Album erreichte Platz 61 der Billboard 200 in den USA, Platz 12 in der Schweiz und Platz 56 in Großbritannien.
| ChartsChartplatzierungen       | Höchstplatzierung | Wochen |
| ------------------------------ | ----------------- | ------ |
| Schweiz (IFPI)                 | 12 (16 Wo.)       | 16     |
| Vereinigte Staaten (Billboard) | 61 (28 Wo.)       | 28     |
| Vereinigtes Königreich (OCC)   | 56 (4 Wo.)        | 4      |

### Auszeichnungen für Musikverkäufe
| Land/Region                  | Auszeichnungen für Musikverkäufe (Land/Region, Auszeichnung, Verkäufe) | Verkäufe |
| ---------------------------- | ---------------------------------------------------------------------- | -------- |
| Frankreich (SNEP)            | Gold                                                                   | 100.000  |
| Kanada (MC)                  | Platin                                                                 | 100.000  |
| Niederlande (NVPI)           | Gold                                                                   | 50.000   |
| Schweiz (IFPI)               | Gold                                                                   | 25.000   |
| Vereinigte Staaten (RIAA)    | Gold                                                                   | 500.000  |
| Vereinigtes Königreich (BPI) | Gold                                                                   | 100.000  |
| Insgesamt                    | 5× Gold · 1× Platin ·                                                  | 875.000  |

Hauptartikel: Lenny Kravitz/Auszeichnungen für Musikverkäufe